# Lapara
Lapara es un género de lepidópteros glosados de la familia Sphingidae, dentro del clado Ditrysia.

## Especies
- Lapara bombycoides - Walker, 1856
- Lapara coniferarum - (JE Smith, 1797)
- Lapara halicarnie - Strecker, 1880
- Lapara phaeobrachycerous - Brou, 1994

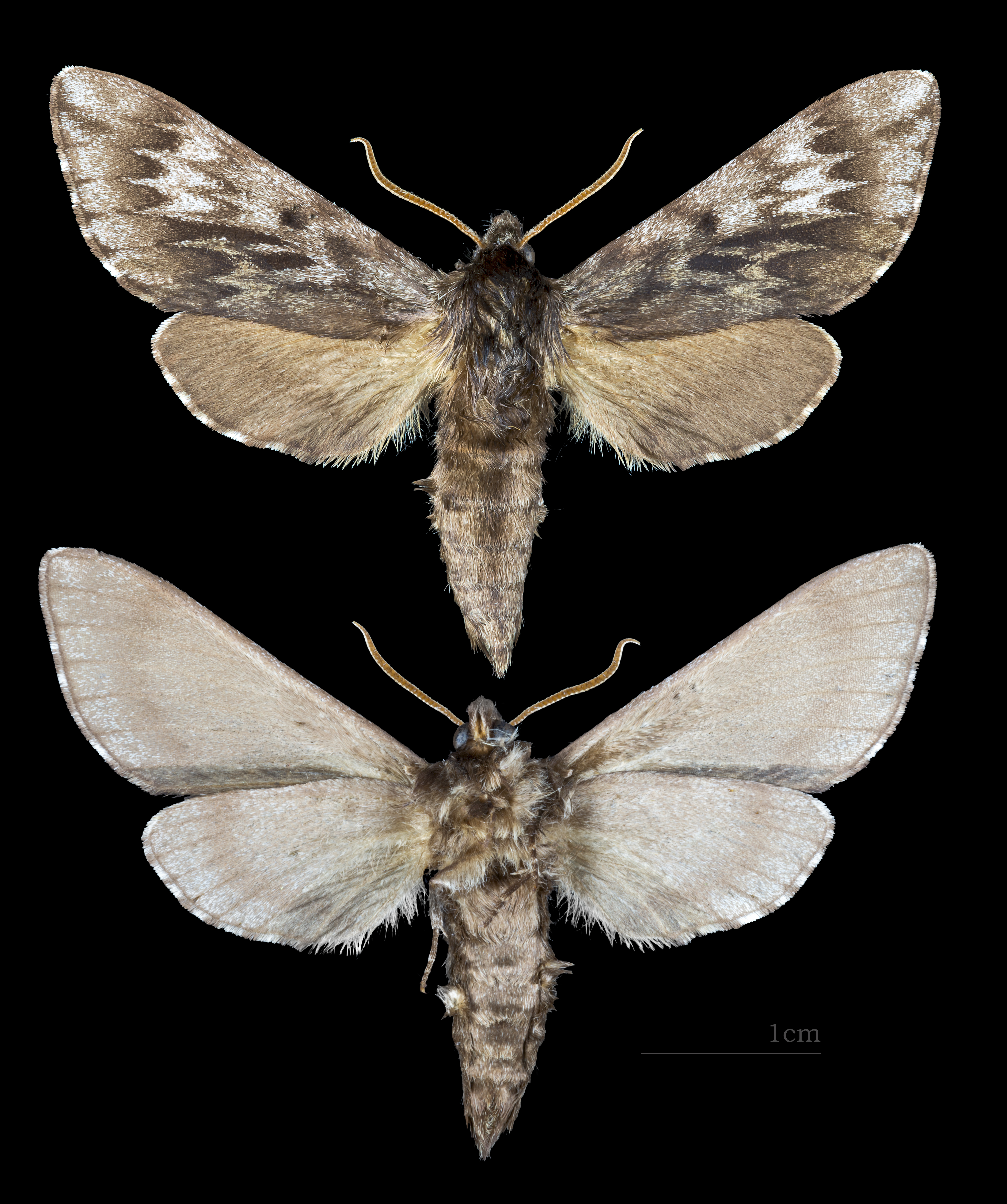
Lapara bombycoides
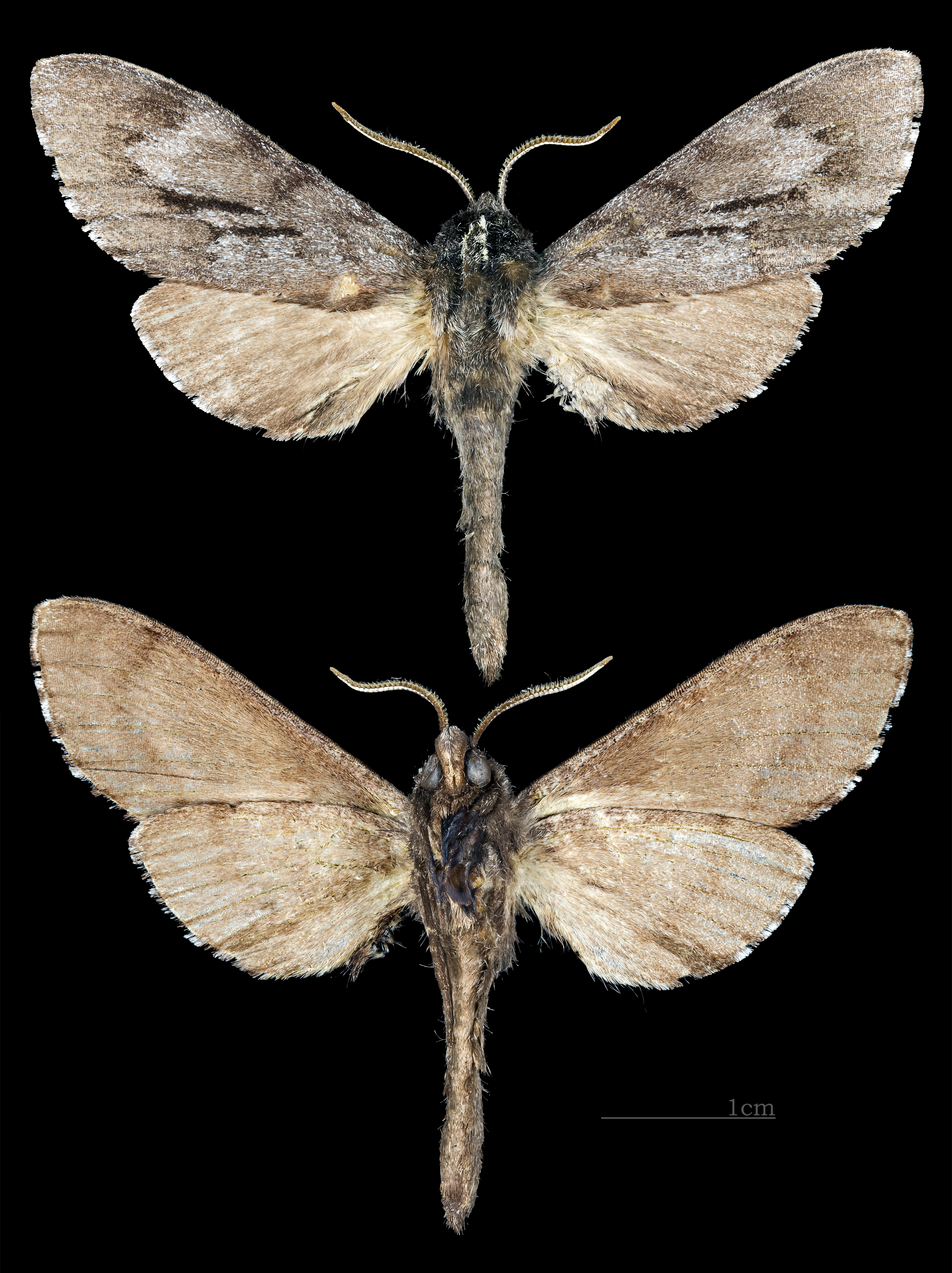
Lapara coniferarum